# 一般化されたストークスの定理
一般化されたストークスの定理またはストークス-カルタンの定理とは、ベクトル解析や微分幾何学における多様体上の微分形式の積分についての定理であり、ベクトル解析におけるいくつかの定理の単純化および一般化である。これはニュートンの微分積分学の基本定理の一般化であり、2次元の線積分を3次元の面積分に関連付ける。
一般化されたストークスの定理によると、向き付け可能な多様体 Ω の境界 ∂Ω 上の微分形式 ω の積分は Ω 全体にわたるその外微分 dω の積分に等しい。すなわち
{\displaystyle \int _{\partial \Omega }\omega =\int _{\Omega }\mathrm {d} \omega }
が成り立つ。
シンボリックに、この積分を積分領域と微分形式の内積 (·, ·) のように考えると、
{\displaystyle (\omega ,\partial \Omega )=(\mathrm {d} \omega ,\Omega )}
と書ける。すなわち一般化されたストークスの定理は、領域の境界を取り出す演算子 ∂ が外微分 d の随伴作用素になっていることを主張しているということもできる。
ヴィト・ヴォルテラ、エドゥアール・グルサ、アンリ・ポアンカレによるベクトル解析の定理の一般化に関する初期の研究に続き、一般化されたストークスの定理の現代的な定式化は1945年にエリ・カルタンによってなされた。
ストークスの定理のこの現代的な形式は、ケルビン卿が1850年7月2日付けの手紙でジョージ・ストークスに伝えた古典的な結果の一般化である。ストークスはこの定理を1854年のスミス賞試験の質問として設定し、その結果、彼の名前が付けられた。最初に出版されたのは1861年にヘルマン・ハンケルによってである。この古典的なケースは、3次元ユークリッド空間における曲面上のベクトル場 F の回転の面積分（つまりcurl F の流束）を、曲面の境界上のベクトル場の線積分（周回積分）に関連付けている。
ベクトル解析における発散定理やグリーンの定理のような微分積分学の基本定理の古典的な一般化は、微分形式（古典的な定理ごとに異なる）を標準的な方法でベクトル場とみなした場合の、上記の一般的な定理の特殊なケースである。

## 導入
微分積分学の第二基本定理によると、区間 [a, b] にわたる関数 f の積分は、f の不定積分 F を見つけることによって次式で計算できる。
{\displaystyle \int _{a}^{b}f(x)\mathrm {d} x=F(b)-F(a)}
一般化されたストークスの定理は、次の意味でこの定理を一般化したものである。
- F を選択すると dF/dx = f(x) になる。微分形式の用語では、これは f(x) dx が0形式（つまり関数）F の外微分である、つまり dF = f dx であることを意味する。一般化されたストークスの定理では F は0形式だけでなく、より高い次数の微分形式 ω に適用される。
- 閉区間 [a, b] は境界を持つ1次元多様体の簡単な例である。その境界は2つの点 a と b の集合である。区間にわたる f の積分はより高次元の多様体上の積分の形式に一般化することができる。ただし2つの技術的条件が必要である：多様体は向き付け可能であることと、形式はコンパクトな台を持ち積分が明確に定義されること。
- 2つの点 a と b は閉区間の境界を成す。一般化されたストークスの定理は、境界を持つ向き付けられた多様体 M に適用される。M の境界 ∂M はそれ自身も多様体であり、M から自然な向きが誘導される。たとえば、区間の自然な向きは2つの境界点の向きを与える。 直感的には、a と b は区間の反対側の両端にあるため、a は b とは反対の方向が誘導される。したがって、2つの境界点 a, b で F を「積分」すると、差 F(b) − F(a) となる。

さらに簡単に言えば、点を曲線の境界と、つまり1次元多様体の0次元境界と見なすことができる。したがって、0次元境界 {a, b} での不定積分 F を考慮することにより1次元多様体 [a, b] 上の積分の値 (f dx = dF) を求めることができるのと同じように、いくつかの注意事項のもとで微分積分学の基本定理を一般化でき、n 次元多様体 Ω の (n - 1) 次元境界 ∂Ω での不定積分 ω を考慮することでΩ 上の積分 dω の値を与えることができる。
したがって、基本的な定理は次のように読み替えることができる：
{\displaystyle \int _{[a,b]}f(x)\mathrm {d} x=\int _{[a,b]}\mathrm {d} F=\int _{\{a\}^{-}\cup \{b\}^{+}}F=F(b)-F(a).}

## 境界のある滑らかな多様体に対しての定式化
Ωを向き付けられた滑らかな境界を持つ n 次元多様体、α を Ω 上のコンパクトな台を持つ滑らかな n 形式とする。 まず、α が単一の向き付けられた座標チャート {U, φ} の領域でコンパクトな台を持つと仮定する。 この場合、Ω 上の α の積分を、αから Rnへの引き戻しを介して
{\displaystyle \int _{\Omega }\alpha :=\int _{\varphi (U)}(\varphi ^{-1})^{*}\alpha }
と定義する。
より一般的に Ω 上の α の積分を定義する。{ψi} を（一貫して方向付けられた）座標チャートの局所有限族被覆 {Ui, φi} に関連付けられた1の分割とし、積分を
{\displaystyle \int _{\Omega }\alpha :=\sum _{i}\int _{U_{i}}\psi _{i}\alpha }
で定義する。ここで総和の各項は上述のように Rn に引き戻すことによって評価される。この量は明確に定義されている。つまり座標チャートの選択や1の分割には依存しない。
一般化されたストークスの定理は次のようになる。
定理 (ストークス・カルタン) ― ω を、滑らかな境界付き n 次元多様体 Ω上の、コンパクトな台を持つ滑らかな (n-1) 形式であるとする。∂Ω を Ω から誘導された向きを持つ Ω の境界とする。{\displaystyle i:\partial \Omega \hookrightarrow \Omega } は包含写像とする。このとき、
{\displaystyle \int _{\Omega }\mathrm {d} \omega =\int _{\partial \Omega }i^{*}\omega .}
包含写像による微分形式の引き戻しは単純にその領域への制限：{\displaystyle i^{*}\omega =\omega |_{\partial \Omega }} であるため、通常 {\textstyle \int _{\partial \Omega }i^{*}\omega } は {\textstyle \int _{\partial \Omega }\omega } と省略される。ここで d は外微分であり、多様体の構造のみを使用して定義される。(n-1) 次元多様体 ∂Ω が境界を持たないことを強調するために右辺は {\textstyle \oint _{\partial \Omega }\omega } と書かれることもある（この事実はストークスの定理を含意する。これは、与えられた滑らかな n 次元多様体 Ω に対して定理を2回適用すると、任意の (n-2) 形式 ω に対して {\textstyle \int _{\partial (\partial \Omega )}\omega =\int _{\Omega }\mathrm {d} (\mathrm {d} \omega )=0}となり、これは ∂(∂Ω) = ∅ を意味するからである）。応用において、右辺は積分法則を定式化するためによく使用され、左辺は等価な微分法則の定式化につながる。
この定理は、Ω がより大きな多様体（多くの場合 Rk）に埋め込まれた、向き付けられた部分多様体の上で ω が定義されている状況でよく使用される。

## トポロジーの準備; 鎖を介した積分
M を滑らかな多様体とする。M の（滑らかな）特異 k -シンプレックスは、Rk の標準単体から M への滑らかな写像で定義される。M の特異 k 鎖の群 Ck(M, Z) は、M の特異な k 単体の集合上の自由アーベル群として定義される。これらの群は、境界写像 ∂ とともに鎖複体を定義する。対応するホモロジー（またはコホモロジー）群は、通常の特異ホモロジー群  Hk(M, Z)（または特異コホモロジー群 Hk(M, Z)）と同型であり、M の滑らかな単体ではなく連続な単体を使用して定義される。
一方、外微分 d を接続写像として持つ微分形式は、ド・ラームコホモロジー群 Hk
dR(M, R) を定義する余鎖複体を形成する。
微分 k 形式は、Rk に引き戻すことにより、自然な方法で k 単体上で積分できる。 線形性を使って拡張すると、鎖をまたいで積分できる。これにより、k 形式の空間から特異な余鎖の k 番目の群 Ck(M, Z) 、Ck(M, Z)上の線形汎関数への線形写像が得られる。 言い換えれば、k 形式 ω は k 鎖上で
{\displaystyle I(\omega )(c)=\oint _{c}\omega }
で汎関数を定義する。一般化されたストークスの定理によれば、これはド・ラームコホモロジーから実係数の特異ホモロジーへの鎖写像である。外微分 d は微分形式の ∂ の双対のように振る舞う。これにより、ド・ラームコホモロジーから特異ホモロジーへの準同型が得られる。
微分形式のレベルでは、これは
1. 閉形式、つまり dω = 0 は境界にわたる積分、つまり多様体にわたる ∂∑
cMc、でゼロとなる
2. 完全形式、つまり ω = dσ は、サイクル全体にわたる積分、つまり境界の合計が空集合になる場合：∑
cMc = ∅、でゼロとなる

を意味する。
ド・ラームの定理は、この準同型が実際には同型であることを示している。したがって、上記の1と2の逆が成り立つ。言い換えると、{ci} が k 番目のホモロジー群を生成するサイクルである場合、対応する実数 {ai} に対して閉形式 ω が存在し
{\displaystyle \oint _{c_{i}}\omega ={a_{i}}}
となる。この形式は一意で完全形式である。
滑らかな多様体上の一般化されたストークスの定理は、滑らかな多様体の鎖上のストークスの定理から導き出すことができ、その逆も可能である。正式に述べると、後者は次のように述べている。
定理 (鎖に対するストークスの定理) ― c を滑らかな多様体 M の滑らかな k 鎖、ω を M 上の滑らかな (k-1) 形式であるとする。この時次が成り立つ：
{\displaystyle \int _{\partial c}\omega =\int _{c}\mathrm {d} \omega .}

## 根本原理
位相幾何学的な議論を単純化するために、d = 2 次元の例を検討することによって根本的な原理を調べてみる。本質的な考え方は左の図で理解できる。この図は、多様体の向き付けられたタイリングで、内部経路が反対向きに横切っていることを示している。したがって、経路積分へのそれらの寄与はペアの経路ごとに互いに打ち消し合い、結果として境界からの寄与のみが残る。したがって、十分に細かいタイリング（また単体でも同様）に対するストークスの定理を証明するだけで十分である。これは通常は難しいことではない。

## 古典的なベクトル解析の例
γ: [a, b] → R2 を区分的に滑らかなジョルダン曲線とする。ジョルダン曲線定理によれば、γ は R2 を2つの部分、つまりコンパクトな部分と非コンパクトな部分に分割する。D を γ で囲まれたコンパクトな部分とし、ψ: D → R3 を滑らかな関数、S := ψ(D) とする。Γ を Γ(t) = ψ(γ(t))で定義される空間曲線とし、F を R3 の滑らかなベクトル場とすると、次が成り立つ：
{\displaystyle \oint _{\Gamma }\mathbf {F} \cdot \mathrm {d} \mathbf {\Gamma } =\iint _{S}\nabla \times \mathbf {F} \cdot \mathrm {d} \mathbf {S} .}
この古典的なステートメントは一般的な定式化に対して、1形式をベクトル場と、2形式をその回転とみなした場合の特殊なケースである。
{\displaystyle {\begin{pmatrix}F_{x}\\F_{y}\\F_{z}\\\end{pmatrix}}\cdot \mathrm {d} \Gamma \to F_{x}\mathrm {d} x+F_{y}\mathrm {d} y+F_{z}\mathrm {d} z,}
{\displaystyle {\begin{aligned}&\nabla \times {\begin{pmatrix}F_{x}\\F_{y}\\F_{z}\end{pmatrix}}\cdot \mathrm {d} \mathbf {S} ={\begin{pmatrix}\partial _{y}F_{z}-\partial _{z}F_{y}\\\partial _{z}F_{x}-\partial _{x}F_{z}\\\partial _{x}F_{y}-\partial _{y}F_{x}\\\end{pmatrix}}\cdot \mathrm {d} \mathbf {S} \\&\to \mathrm {d} (F_{x}\mathrm {d} x+F_{y}\mathrm {d} y+F_{z}\mathrm {d} z)=(\partial _{y}F_{z}-\partial _{z}F_{y})\mathrm {d} y\wedge \mathrm {d} z+(\partial _{z}F_{x}-\partial _{x}F_{z})\mathrm {d} z\wedge \mathrm {d} x+(\partial _{x}F_{y}-\partial _{y}F_{x})\mathrm {d} x\wedge \mathrm {d} y.\end{aligned}}}

## ラフな集合への一般化

区分的に滑らかな境界を持つ領域（ここでは Ω ではなく D）。これは角のある多様体であるため、その境界は滑らかな多様体ではない。

上記の定式化は Ω が境界をもつ滑らかな多様体である場合であり、多くの応用では十分ではない。たとえば、右図のように積分領域が2つの x 座標と2つの関数のグラフの間の平面領域として定義されている場合、領域に角があることがある。このような場合、角の点は Ω が境界をもつ滑らかな多様体ではないことを意味し、上記のストークスの定理は適用できない。にもかかわらず、ストークスの定理の結論がまだ真であることを確認することは可能である。これは、Ω とその境界が小さな点の集合（測度0の集合）を除けば適切にふるまうためである。
ラフさを考慮したストークスの定理のバージョンは、ホイットニーによって示された。D が Rn の連結で有界な開集合であると仮定する。D が次の特性を満たすとき、D を標準ドメインと呼ぶ：∂D の部分集合 Pで、∂Dの位相で開集合であり、∂Dにおける補集合はハウスドルフ (n-1) -測度がゼロであるものが存在する；そして P のすべての点が一般化された法線ベクトルを持つ。これは、ベクトル v(x) が最初の基底ベクトルになるように座標系を選択すると x の開近傍で滑らかな関数 f(x2, ..., xn) が存在し、P がグラフ {x1 = f(x2, ..., xn)} であり D が領域 {x1: x1 < f(x2, ..., xn)} であるようなベクトル v(x) である。ホイットニーは、標準ドメインの境界はゼロハウスドルフ (n-1) -測度の集合と滑らかな (n-1) -多様体の有限和または可算和集合であり、それぞれが片側のみで領域と接すると述べている。次に彼は、D が Rn の標準ドメインである場合、ω は (n-1) 形式であり、連続的で、D ∪ P で有界であり、D で滑らかで、P で積分可能であり、dω が D で積分可能であるならば、そのときストークスの定理
{\displaystyle \int _{P}\omega =\int _{D}\mathrm {d} \omega }
が成り立つことを証明した。
ラフな集合の測度論的性質の研究は幾何学的測度論につながる。ストークスの定理のさらに一般的なバージョンがフェデラーとハリソンによって証明されている。

## 特別な場合
微分形式を使用したストークスの定理の一般的な形式は、特殊な場合よりも強力で使いやすい。従来のバージョンは、微分幾何学の機構なしでデカルト座標を使用して定式化できるため、よりアクセスしやすい。さらに、それらはより古く、その結果、それらの名前はより親しみやすい。従来の形式は、実践的な科学者やエンジニアにはより便利であると見なされることがよくあるが、他の座標系（たとえば球座標や円筒座標などの使い慣れた座標系でさえ）を使用すると、従来の定式化の不自然さが明らかになる。名称の適用方法や二重の定式化の使用にも混乱が生じる可能性がある。

### 古典的な（ベクトル解析の）場合

ベクトル解析によるストークスの定理の図。Σ は表面、∂Σ はその境界、n はその法線ベクトル

これは 1形式の（二重化された）(1+1) 次元の場合である（ベクトル場に関するステートメントであるため、二重化されている）。この特殊ケースは多くの大学のベクトル解析入門コースでストークスの定理と呼ばれることが多く、物理学や工学で使用されている。 回転定理とも呼ばれる。
古典的なストークスの定理は、3次元ユークリッド空間の曲面 Σ 上のベクトル場の回転の面積分を、その境界上のベクトル場の線積分に関連付ける。これは一般化されたストークスの定理の特殊なケース (n = 2) であり、3次元ユークリッド空間の計量を使用してベクトル場は1形式とみなされる。線積分の経路曲線 ∂Σ は正の方向を向いている必要がある。つまり曲面の法線ベクトル n がこの記事の読者の方を向いている場合 ∂Σ は反時計回りを指す。
この定理の帰結の1つとして、回転がゼロのベクトル場に沿った曲線は閉曲線にすることができないことが言える。定理の公式は次のように書き直すことができる。
定理 ― F = (P(x,y,z), Q(x,y,z), R(x,y,z)) が滑らかな表面 Σ を持つ領域で定義され、連続した1次偏導関数を持つと仮定する。そのとき
{\displaystyle \iint _{\Sigma }\left[\left({\frac {\partial R}{\partial y}}-{\frac {\partial Q}{\partial z}}\right)\mathrm {d} y\mathrm {d} z+\left({\frac {\partial P}{\partial z}}-{\frac {\partial R}{\partial x}}\right)\mathrm {d} z\mathrm {d} x+\left({\frac {\partial Q}{\partial x}}-{\frac {\partial P}{\partial y}}\right)\mathrm {d} x\mathrm {d} y\right]=\oint _{\partial \Sigma }(P\mathrm {d} x+Q\mathrm {d} y+R\mathrm {d} z),}
ここで P, Q および R は F の成分であり、∂Σ は領域 Σ の境界。

### グリーンの定理
グリーンの定理は、上で引用した P, Q および R から、両辺の第3項の積分として直ちに示される。

#### 電磁気学における応用
マクスウェル方程式の4本の式のうち2本は3次元ベクトル場の回転を含み、それらの微分形と積分形はストークスの定理の特別な3次元（ベクトル解析）の場合に関連している。境界が移動するケースを回避するように注意する必要があり、時間偏微分はそのようなケースを除外するためにある。移動する境界が含まれる場合、積分と微分の交換により、以下の結果に含まれない境界運動に関連する項が導入される（積分記号の下の微分を参照）。
| 名称                                                    | 微分形                                                                                              | 積分形 (3次元ストークスの定理と相対論的不変性を使用して、∫ ∂/∂t ... → d/dt ∫ ...) |
| ------------------------------------------------------- | --------------------------------------------------------------------------------------------------- | --- |
| マクスウェル・ファラデーの式 ファラデーの電磁誘導の法則 | {\displaystyle \nabla \times \mathbf {E} =-{\frac {\partial \mathbf {B} }{\partial t}}}             | {\displaystyle {\begin{aligned}\oint _{C}\mathbf {E} \cdot \mathrm {d} \mathbf {l} &=\iint _{S}\nabla \times \mathbf {E} \cdot \mathrm {d} \mathbf {A} \\&=-\iint _{S}{\frac {\partial \mathbf {B} }{\partial t}}\cdot \mathrm {d} \mathbf {A} \end{aligned}}} (C, S は静止している必要はない)                                                     |
| アンペールの法則 (マクスウェルによる拡張)               | {\displaystyle \nabla \times \mathbf {H} =\mathbf {J} +{\frac {\partial \mathbf {D} }{\partial t}}} | {\displaystyle {\begin{aligned}\oint _{C}\mathbf {H} \cdot \mathrm {d} \mathbf {l} &=\iint _{S}\nabla \times \mathbf {H} \cdot \mathrm {d} \mathbf {A} \\&=\iint _{S}\mathbf {J} \cdot \mathrm {d} \mathbf {A} +\iint _{S}{\frac {\partial \mathbf {D} }{\partial t}}\cdot \mathrm {d} \mathbf {A} \end{aligned}}} (C, S は静止している必要はない) |

### 発散定理
同様に、発散定理
{\displaystyle \int _{\mathrm {Vol} }\nabla \cdot \mathbf {F} \mathrm {d} _{\mathrm {Vol} }=\oint _{\partial \operatorname {Vol} }\mathbf {F} \cdot \mathrm {d} {\boldsymbol {\Sigma }}}
はベクトル場をユークリッド体積形式で縮約することによって得られる (n-1) 形式とみなす場合の特殊ケースである。これの応用は F = fc の場合である。ここで c は任意の定数ベクトル。積の発散を実行すると、
{\displaystyle \mathbf {c} \cdot \int _{\mathrm {Vol} }\nabla f\mathrm {d} _{\mathrm {Vol} }=\mathbf {c} \cdot \oint _{\partial \mathrm {Vol} }f\mathrm {d} {\boldsymbol {\Sigma }}}
が得られる。これは任意の c について成り立つため、
{\displaystyle \int _{\mathrm {Vol} }\nabla f\mathrm {d} _{\mathrm {Vol} }=\oint _{\partial \mathrm {Vol} }f\mathrm {d} {\boldsymbol {\Sigma }}}
が成り立つ。